# Kradenan (Mrebet)
Kradenan is een bestuurslaag in het regentschap Purbalingga van de provincie Midden-Java, Indonesië. Kradenan telt 2245 inwoners (volkstelling 2010).